# Communauté de communes Terres-de-Montaigu
Ne doit pas être confondue avec « Terres-de-Montaigu, communauté de communes Montaigu-Rocheservière », qui lui a succédé.
La communauté de communes Terres-de-Montaigu (CCTM) est une ancienne structure intercommunale à fiscalité propre française située dans le département de la Vendée et la région des Pays-de-la-Loire.
Elle disparaît le 31 décembre 2016 à la suite de la création de « Terres-de-Montaigu, communauté de communes Montaigu-Rocheservière », intercommunalité résultant de sa fusion avec la communauté de communes du Canton-de-Rocheservière.

## Historique
La communauté de communes a pour origine un district créé par arrêté préfectoral du 18 juin 1969 formé initialement de 3 communes (Montaigu, La Guyonnière et Saint-Georges-de-Montaigu), rejoint en 1970 par Boufféré, 1971 par Saint-Hilaire-de-Loulay, en 1994 par les communes de La Bernardière et de La Boissière-de-Montaigu, puis au 1er janvier 2010 par Treize-Septiers.
En 1965 est créé le SIVOM (syndicat à vocations multiples) de Montaigu. Le district de Montaigu est créé en 1969. En 1971, un autre syndicat, le syndicat de pays de Maines et Boulogne est créé. Il fusionne avec le SIVOM de Montaigu en 1996 pour donner naissance au syndicat mixte Montaigu-Rocheservière, chargé de la gestion des déchets ménagers, d'une piscine multi-sports, d'un service anglais et d'un service prévention routière pour les communautés de communes de Montaigu, de Rocheservière, et les communes de Cugand, Treize-Septiers et La Bruffière.
Le district de Montaigu devient communauté de communes le 2 janvier 2002, sous le nom de Terres-de-Montaigu.
En 2004, le conseil communautaire décide le passage à la TPU (taxe professionnelle unique), qui permet de mutualiser la richesse du territoire.
Les communes de La Bruffière et de Cugand rejoignent l'intercommunalité le 1er janvier 2013
Dans le cadre de la loi du 7 août 2015 portant nouvelle organisation territoriale de la République (Notre), le Gouvernement élève à 15 000 habitants le seuil minimal des intercommunalités à fiscalité propre dans le but d’obtenir des territoires plus cohérents, adaptés aux « bassins de vie » et dotés d’une capacité de mutualisation plus importante, le schéma départemental de coopération intercommunale (SDCI) approuvé par le préfet le 29 mars 2016 constatait que la communauté de communes du Canton-de-Rocheservière, avec ses 12 738 habitants, n'atteignait pas le seuil légal et avait l'obligation de se regrouper avec une autre intercommunalité.
Le SDCI notait qu'il « apparaît que des synergies ont été développées entre les CC du Canton de Rocheservière et des Terres de Montaigu. Ce regroupement est souhaité par les élus locaux des deux CC. Le périmètre du bassin de vie de Montaigu couvre la quasi-totalité des limites de la nouvelle CC.L’intégralité du nouveau territoire est couvert par le SCoT du Pays du Bocage Vendéen » et prescrivait donc leur fusion.
En conséquence, après consultation des conseils municipaux et communautaires concernés, le préfet a prononcé la fusion de ces intercommunalités au 1er janvier 2017, formant ainsi une nouvelle structure intercommunale dénommée Terres-de-Montaigu, communauté de communes Montaigu-Rocheservière.

## Territoire communautaire

### Composition
La communauté de communes Terres-de-Montaigu comprenait en 2016 les 10 communes suivantes :
| Nom                       | Code Insee | Gentilé      | Superficie (km2) | Population (dernière pop. légale) | Densité (hab./km2) |
| ------------------------- | ---------- | ------------ | ---------------- | --------------------------------- | ------------------ |
| Montaigu (siège)          | 85146      | Montacutains | 3,06             | 5 149 (2014)                      | 1 683              |
| La Bernardière            | 85021      | Bernardins   | 14,30            | 1 777 (2014)                      | 124                |
| La Boissière-de-Montaigu  | 85025      | Boissiériens | 29,10            | 2 279 (2014)                      | 78                 |
| Boufféré                  | 85027      | Boufféréens  | 16,54            | 3 202 (2014)                      | 194                |
| La Bruffière              | 85039      | Bruffièriens | 40,42            | 3 873 (2014)                      | 96                 |
| Cugand                    | 85076      | Cugandais    | 13,47            | 3 386 (2014)                      | 251                |
| La Guyonnière             | 85107      | Guyons       | 23,18            | 2 738 (2014)                      | 118                |
| Saint-Georges-de-Montaigu | 85217      | Georgeois    | 34,02            | 4 217 (2014)                      | 124                |
| Saint-Hilaire-de-Loulay   | 85224      | Loulaysiens  | 41,12            | 4 453 (2014)                      | 108                |
| Treize-Septiers           | 85295      | Septierois   | 21,84            | 3 096 (2014)                      | 142                |

## Organisation

### Siège
Le siège de la communauté de communes était à Montaigu, 35, avenue Villebois-Mareuil.

### Élus
La communauté de communes était administrée par son conseil communautaire, composé de conseillers municipaux représentant les communes membres.

### Liste des présidents
| Période           | Période          | Identité         | Étiquette | Qualité |
| ----------------- | ---------------- | ---------------- | --------- | --- |
| 1969              | 1er juillet 1998 | Henri Joyau,     |           | Chef d’une entreprise de transports Maire de Montaigu (1964 → 1989) |
| 14 septembre 1998 | 17 avril 2001    | Jacques Champain |           | Maire de La Boissière-de-Montaigu (1995 → 2001) |
| 17 avril 2001     | 31 décembre 2016 | Antoine Chéreau  | MPF       | Maire de Montaigu (2001 → 2018) Maire de Montaigu-Vendée (2019 →) Président de Terres-de-Montaigu, communauté de communes Montaigu-Rocheservière (2017 →) Conseiller régional des Pays de la Loire (2004 →) Vice-président du conseil régional des Pays de la Loire (2015 →) |

### Compétences
L'intercommunalité exerçait les compétences que lui avaient transférées les communes membres, dans les conditions déterminées par le code général des collectivités territoriales. Il s'agissait de[réf. nécessaire] :
- Aménagement de l'espace
- Développement économique
- Protection et mise en valeur de l'environnement
- Politique du logement et du cadre de vie
- Création, aménagement et entretien de la voirie et des réseaux
- Construction, fonctionnement et entretien d'équipements et de services culturels et sportifs
- Domaine de la formation
- Construction, fonctionnement et entretien d'équipements et de services touristiques
- Politique contractuelle avec l'État et les collectivités locales
- Défense contre l'incendie
- Adhésion à des établissements publics de coopération intercommunale (EPCI) pour le compte des communes membres
- Réalisation de services aux communes membres
- Action dans le domaine de la police (gestion d'un refuge d'animaux)
- Solidarité entre les communes-membres

### Régime fiscal et budget
Afin de financer l'exercice de ses compétences, l'intercommunalité percevait la fiscalité professionnelle unique (FPU) – qui a succédé à la taxe professionnelle unique (TPU) – et assure une péréquation de ressources entre les communes résidentielles et celles dotées de zones d'activité.